# Nick Oshiro
Nick Oshiro (29 de julho , 1978) é um músico estadunidense, conhecido como o atual baterista da banda de metal industrial Static-X. Previamente, pertenceu à banda sul-africana Seether.
Começou com uma bateria feita por seu pai. Com nove anos, quis ser um rock star após ter visto um vídeo da banda Whitesnake. Deixando os Seether em 2003, juntou-se à banda Static-X como baterista convidado, tornando-se mais tarde num membro efectivo da banda. Durante a excursão de abril em 2007 em Dallas, quebrou a sua mão e esteve ausente durante quatro semanas. Nick Oshiro usa uma bateria da marca Tama, pratos da Sabian, e peles de tambor de Remo.
Algumas de suas influências são Abe Cunningham, Morgan Rosa e Tim Alexander.

## Discografia

### Seether
- Disclaimer (2002)
- Disclaimer II (2004)

### Static-X
- Shadow Zone (2003)
- Beneath... Between... Beyond... (2004)
- Start a War (2005)
- Cannibal (2007)